# Formação Morro do Chapéu
A Formação Morro do Chapéu é uma das formações geológicas que, junto às formações Tombador e Caboclo, compõem o Grupo Chapada Diamantina do Supergrupo Espinhaço e que caracterizam a Chapada Diamantina, região central do estado brasileiro da Bahia.No Supergrupo as formações, da base para o topo, estão na seguinte ordem: Tombador, Caboclo e Morro do Chapéu.
Segundo o Plano Diretor de Recursos Hídricos (Bacia dos Rios Verde e Jacaré, Margem Direita do Lago de Sobradinho), de 1995, "repousa em contato brusco sobre a Formação Caboclo. É constituída predominantemente por siltitos, arenitos quartzosos de granulometria fina a grossa, por vezes conglomerática e conglomerados (...) representa uma deposição de ambientes fluviais, em direção ao topo, para ambientes estuarino e deltático".
Nela "os sistemas deposicionais continentais são leque aluvial, fluvial e desértico". Segundo informa Augusto José de Cerqueira Lima Pedreira da Silva  estudo feito mais ao norte por Brito Neves (1967), é importante para a compreensão dessa formação. Ele diz: "Nesse trabalho ele descreveu a Formação Morro do Chapéu, cuja existência já havia sido mencionada por Branner (1910 b), sugerindo que fosse o Lavras de Derby (1906). Essa formação ocorre nas imediações da cidade de Morro do Chapéu desde as proximidades da barragem do Angelim, sendo bem desenvolvida na pedreira situada na entrada daquela cidade. A sua secção tipo foi descrita por Brito Neves (1967) na serra das Lages ou de Martim Afonso, situada a noroeste de Morro do Chapéu. Para sul, a faixa de afloramento da formação se afina gradativamente, de modo que desaparece a nordeste de Mucugê. De acordo com Brito Neves, o contato basal da Formação Morro do Chapéu é um conglomerado que está bem exposto em Ventura e na fazenda Matão, em Morro do Chapéu. O seu contato superior, na serra de Martim Afonso é tectônico: uma falha de empurrão a separa dos carbonatos do Grupo Una (Bambuí)". Também tem-se que "A Formação Tombador é separada da Formação Morro do Chapéu pela Formação Caboclo" e que "Uma transgressão marinha depositou a Formâção Caboclo, havendo posteriormente a retomada da sedimentação continental (Formação Morro do Chapéu)".
O Serviço Geológico Brasileiro tem a proposta da criação de um geoparque na cidade de Morro do Chapéu, para a preservação e estudo de geossítio formado por conglomerados da Formação Morro do Chapéu, que ocorrem entre a estação rodoviária e a BA-052.